# 信川郡
信川郡（：／ Sinchŏn gun */?）是朝鮮民主主義人民共和國黃海南道中部的一個郡，位於載寧平原上，南部以滅惡山脈為界。2008年人口141,407人。下分1邑、31里。

## 歷史
王氏高麗時稱信州，1413年始稱信川。1909年撤，1952年復設。1950年韓戰期間朝鮮政府宣稱美軍52天內在當地屠殺了超過35,000人。1958年北韓政府興建了一座信川博物館，作反美教育和階級教育之用。